# إرلينغ ستين
إرلينغ ستين (بالنرويجية البوكمول: Erling Steen)‏ هو شخصية أعمال نرويجي، ولد في 6 مارس 1891، وتوفي في 22 سبتمبر 1961.